# Wiktor Timofejewitsch Obuchow
Wiktor Timofejewitsch Obuchow (russisch Виктор Тимофеевич Обухов; * 3. April 1898 in Nikolskaja, Gouvernement Orenburg; † 26. November 1975 in Moskau) war ein sowjetischer Generaloberst, der als Kommandeur des 3. Garde-Mechanisierten Korps “Stalingrad” in der zweiten Hälfte des Deutsch-Sowjetischen Krieges Bekanntheit erlangte.

## Biografie
Obuchow war der Sohn eines zum Orenburger Kosakenheer gehörenden Kosaken, der in der Kreditpartnerschaft der Staniza Nikolskaja arbeitete. Er trat 1918 den Bolschewiki bei und wurde Soldat in der Roten Armee. Er nahm am Russischen Bürgerkrieg teil. Während des Bürgerkrieges war er MG-Schütze, Chef einer Aufklärungseinheit und Kommandeur eines Kavallerieregiments. Er nahm an Kämpfen an der sibirischen und turkestanischen Bürgerkriegsfront teil. Für die Führung seines Regiments bei der Eroberung von Buchara schenkte der sowjetische Befehlshaber Michail Frunse Obuchow seine Mauser-Pistole.
1924 absolvierte Obuchow einen Kurs der Höheren Kavallerie-Schule in Leningrad. 1934 beendete er sein Studium an der Militärakademie Michail Frunse in Moskau. Im selben Jahr meldete er sich freiwillig zu einem Einsatz in der chinesischen Provinz Xinjiang. 1939 nahm er während des Japanisch-Sowjetischen Grenzkonflikts an den Kämpfen am Fluss Chalchin-Gol in der östlichen Mongolei teil. Vom Dezember 1939 bis zum Dezember 1940 war er Chef der Kavallerie-Schule Borissow. Danach wurde er in kurzer Folge Kommandeur verschiedener Panzer-Einheiten. Am 4. Juni 1940 wurde er zum Generalmajor der Panzertruppen befördert. Da er von der Säuberung der Roten Armee verschont geblieben war, gehörte Obuchow zu Beginn des Deutsch-Sowjetischen Krieges zu den wenigen erfahrenen Offizieren in der Roten Armee.
Nach dem 22. Juni 1941 nahm Obuchow als Kommandeur der sowjetischen 26. Panzer-Division im Verband des 20. mechanischen Korps (13. Armee) an der Kesselschlacht bei Białystok und Minsk und der Kesselschlacht bei Smolensk teil. Er konnte sich in beiden Kesselschlachten einer Gefangennahme durch die deutschen Truppen entziehen und seine Division gehörte zu den wenigen sowjetischen Einheiten, die in der kritischen Situation während des deutschen Angriffs handlungsfähig blieben. Im Juli 1942 wurde er zum stellvertretenden Befehlshaber der neu aufgestellten 4. Panzer-Armee. Während der Anfangsphase Schlacht von Stalingrad war er Kommandeur des 3. Mechanisierten Korps, das im Oktober 1942 in die sowjetische 65. Armee (General Batow) eingegliedert wurde.
Am 4. Mai 1943 wurde er zum Kommandeur des 3. Garde-Mechanisierten Korps ernannt. Mit diesem Korps nahm er an der Schlacht von Kursk teil. Während der sowjetischen Folgeoffensiven im Zuge der Schlacht am Dnepr wurde er am 19. August 1943 schwer verwundet. Er nahm jedoch wenig später an den Kämpfen um den sowjetischen Brückenkopf am westlichen Ufer des Dnjepr bei Kanew teil. Am 5. November 1943 wurde Obuchow zum Generalleutnant befördert.
In der Zeit bis zum 10. Juni 1944 befand sich das 3. Garde-Mechanisierte Korps in der Reserve, bevor es der 5. Garde-Panzerarmee zugeteilt wurde. Nach dem Beginn der sowjetischen Sommeroffensive in Weißrussland (→Operation Bagration), überquerte das unter dem Kommando von Obuchow stehende Korps am 28. Juni 1944 gegen den Widerstand der 5. deutschen Panzer-Division die Beresina bei Borissow und hatte großen Anteil an der Rückeroberung von Molodetschno, Vilnius, Schaulen, Mitau und Riga. Bei Schagarren wehrte das Korps einen deutschen Gegenangriff ab (→Unternehmen Doppelkopf). Für die Überquerung der Beresina erhielt Obuchow am 4. Juli 1944 den Orden Held der Sowjetunion. Bis zum Ende des Deutsch-Sowjetischen Krieges gehörte das 3. Garde-Mechanisierte Korps zu den sowjetischen Einheiten die den deutschen Kurland-Kessel belagerten. Danach wurde die Einheit in den Fernen Osten verlegt, wo sie an der sowjetischen Invasion der Mandschurei teilnahm.
Nach dem Zweiten Weltkrieg blieb Obuchow Kommandeur des 3. Garde-Mechanisierten Korps. 1952 absolvierte er die Militärakademie des sowjetischen Generalstabs und wurde zum ersten stellvertretenden Kommandeur der Panzertruppen der Roten Armee ernannt. 1953 wurde er zum Generaloberst befördert. 1965 schied er altersbedingt ehrenhaft aus der Roten Armee aus.

## Publikationen
- Ради нашего счастья. (Für unser Glück); Verlag ДОСААФ Moskau, 1972